# Pascal Basset-Chercot
Pascal Basset-Chercot (Lione, 1º aprile 1956) è uno scrittore e giornalista francese.

## Biografia
Pascal Basset-Chercot ha frequentato il Liceo e la Facoltà di Lettere nella sua città natale ed ha cominciato la sua attività come giornalista a Parigi, in seguito si è trasferito in Turenna per dedicarsi a tempo pieno alla scrittura di romanzi. 

Basset-Chercot ha ottenuto nel 1988 il Premio Patricia Highsmith per il romanzo Baby Blues, con la scrittrice statunitense presente nella giuria.
Baby Blues è stato pubblicato in Italia nel 1993 nella collana il Giallo Mondadori (nº2306).